# Speovelia aaa
O Speovelia aaa é um inseto descoberto por W. C. Gagne e F. G. Howarth em 1975.
Não há um nome comum para o S. aaa, embora possa ser chamado, em português, de mesovelídio-havaiano.
É um inseto que existe somente no Havaí e adjacências.